# Joseph Messner
Joseph Messner (ur. 27 lutego 1893 w Schwaz, zm. 23 lutego 1969 w St. Jakob am Thurn) – austriacki kompozytor, dyrygent i organista.

## Życiorys
Ukończył studia na uniwersytecie w Innsbrucku (1918) oraz w Akademie der Tonkunst w Monachium (1922), gdzie uczył się kompozycji u Friedricha Klosego. W 1918 roku przyjął święcenia kapłańskie. W 1922 roku został organistą katedry św. Ruperta w Salzburgu, a w latach 1926–1967 pełnił funkcję katedralnego kapelmistrza. Prowadził coroczne koncerty w ramach Salzburger Festspiele, wykładał również teorię muzyki kościelnej w salzburskim Mozarteum. W 1932 roku otrzymał tytuł profesora. Uczestniczył w wydaniach źródłowych dzieł kompozytorów związanych z ośrodkiem salzburskim. W 1931 roku został przyjęty na członka Académie des Beaux Arts, a w 1936 roku wyróżniony austriacką nagrodą państwową.
Tworzył muzykę religijną, nawiązując do dorobku Antona Brucknera. Był autorem 11 mszy. Ponadto skomponował opery Hadassa (wyst. Akwizgran 1925), Das letzte Recht (1932), Ines (1933) i Agnes Bernauer (1935), 3 symfonie, Koncert skrzypcowy, Koncert wiolonczelowy, Kwartet smyczkowy. Opublikował pracę Glockenspiel und das Hornwerk auf Hohensalzburg (Salzburg 1936).